# Wake Up (singel Eliota Vassamilleta)
Wake Up – singel belgijskiego piosenkarza Eliota wydany w lutym 2019.
W 2019 utwór reprezentował Belgię 64. Konkursie Piosenki Eurowizji w Tel Awiwie zajmując 13. miejsce w pierwszym półfinale z 70 punktami na koncie, nie zdobywając awansu do finału.
Do utworu zrealizowano oficjalny teledysk, który został opublikowany 27 lutego 2019 na kanale „Eurovision Song Contest” w serwisie YouTube.